# Paige Matthews
Paige Matthews è una delle protagoniste nelle ultime cinque stagioni della serie televisiva Streghe. L'attrice che interpreta il ruolo di Paige è Rose McGowan.

## Biografia
Paige è la quarta sorella in ordine di età, nata il 2 agosto 1977 (è la data più attendibile, anche se nell'episodio 100 viene dichiarata nata nel 1975 che è chiaramente un errore dato che quello è l'anno di nascita di Phoebe). Diversamente dalle sue sorelle, tutte e tre streghe "purosangue", Paige è per metà strega e per metà angelo bianco, essendo la figlia illegittima di Patty Halliwell e del suo angelo bianco Sam Wilder; nasce dopo che la madre aveva già divorziato da Victor Bennett, dal quale aveva avuto le prime tre figlie, Prue (che Paige conoscerà solo in Charmed: season 9, la serie a fumetti che segue gli eventi della serie televisiva), Piper e Phoebe, sorellastre maggiori di Paige. A causa delle severe regole degli Angeli Bianchi, che vietano loro di stringere relazioni amorose con i vivi, Paige viene abbandonata dai genitori e cresce con i genitori adottivi, da cui eredita il cognome Matthews, che poi conserva per rispetto e amore, a differenza delle sue sorelle che, essendo la famiglia Halliwell una famiglia matriarcale, portano il cognome della madre (nelle figurine ufficiali Paige viene tuttavia chiamata "Paige Halliwell"). Paige entra in scena nel primo episodio della quarta serie, Il ritorno del Trio (1ª parte), avvicinata involontariamente da un incantesimo di Piper, durante i suoi infruttuosi tentativi di riportare in vita l'appena deceduta Prue.

### Carattere
Paige ha un carattere molto estroverso ed esuberante, e cerca sempre di essere indipendente e libera, mostrandosi a volte anche un po' ribelle. In passato è stata un'adolescente problematica, ma, in seguito alla morte dei genitori adottivi, si è sentita costretta a maturare rapidamente, lasciando emergere il suo lato più coscienzioso e altruista.

### Amori
Gli amori di Paige sono stati molti e turbolenti. Intrattiene una relazione con il suo migliore amico Glen, anche se mai seriamente nella quarta stagione e cerca di riprenderla seriamente nella quinta, ma quando decide di dare la notizia a Glen scopre che lui sta per sposarsi. Durante la sesta stagione ha una relazione molto seria con Richard, un ragazzo stregone la cui famiglia attraversava una faida magica con i propri vicini, ma alla fine i due devono lasciarsi per via dei problemi che Richard ha con la magia. Prima si innamora follemente dell'agente federale Kyle Brody, che sta investigando sulle sorelle Halliwell, e che morirà, a causa di uno scontro con l'Incarnazione Beta. In seguito alla sua morte, gli anziani lo hanno fatto rivivere come Angelo Bianco, perché è stato in grado di contribuire in modo determinante nello sconfiggere le incarnazioni e proteggere le tre sorelle. Questo non gli permetterà comunque di continuare la sua storia con Paige
Nell'ottava stagione, Paige s'innamora di Henry Mitchell, un agente di polizia, con il quale poi si sposerà e avrà due gemelle e un maschio di nome Henry Junior.

### Lavoro
Quando ha conosciuto le sue sorelle, lavorava come assistente sociale, ma dopo aver scoperto di essere una strega, ha lasciato il lavoro per dedicarsi alla magia. Durante la sesta stagione, ha però cambiato idea e, desiderando una "vita normale", si è rivolta ad un'agenzia di lavoro interinale che tuttavia le ha sempre assegnato lavori che, in un modo o nell'altro, necessitavano di un intervento "magico". Nella settima stagione, per evitarne la chiusura, ha iniziato a dirigere la Scuola di Magia, sostituendo Gideon, ucciso da Leo, ma ha poi lasciato il posto a Leo (che vi lavorerà fino alla pensione) a metà della stagione, e ha invece iniziato a operare come angelo bianco, avendo gli Anziani cominciato ad assegnarle i suoi primi protetti.

## Poteri magici
Secondo la profezia del Potere del Trio, tre grandi streghe sorelle deterranno il potere della telecinesi, il potere della stasi molecolare e il potere della premonizione, uno per ciascuna. Quando Prue muore, nell'episodio conclusivo della terza serie, il potere della telecinesi viene ereditato dalla quarta sorella, appunto Paige. Essendo tuttavia figlia di un angelo bianco e di una strega, il potere telecinetico di Paige ha una particolare caratteristica. Si parla più precisamente, infatti del potere della telecinesi orbitante: Paige, pronunciando ad alta voce il nome un oggetto o di una persona, può orbitarlo da un luogo all'altro, piuttosto che spostarlo con il pensiero; è una piccola variante del potere della telecinesi (ma più potente) che sottolinea le origini "miste" di Paige (inoltre sembra che il suo potere sia così potente da risultare letale quanto il potere esplosivo di Piper, tanto che quando la Sorgente ha tentato di farla diventare una strega del male poteva con il suo potere distruggere cose come il vetro di uno specchio e orbitare parti del corpo come il cuore di un mortale).
Gli altri poteri della strega sono tutti poteri di angelo bianco ereditati dal padre Sam. Pertanto Paige possiede il potere orbitante, che le permette di teletrasportarsi da un luogo ad un altro dissolvendosi in scintille bianche e azzurre; inizialmente tale potere sembra essere un riflesso della strega per proteggersi ma a partire dall'episodio 4.14, I tre volti di Phoebe, Paige acquisisce un maggiore controllo di esso. Nell'episodio 5.13, Ossessioni, Paige manifesta anche il potere di trasfigurazione del proprio corpo, che le permette, al pari di ogni altro angelo bianco, di trasformarsi in un'altra persona. Come gli altri angeli bianchi Paige possiede la capacità di percepire le richieste d'aiuto dei suoi protetti, di localizzarli e di poter comunicare con loro, di qualunque nazionalità siano e il potere curativo, ovvero la capacità di guarire le ferite causate dai demoni o dagli angeli neri; sebbene all'inizio abbia bisogno dell'aiuto di un altro angelo bianco per usare tale potere, in seguito riuscirà a padroneggiarlo completamente, divenendo a tutti gli effetti un vero angelo bianco e addirittura potrà curare esseri viventi che un angelo bianco non può curare. Sempre come angelo bianco, Paige ha il potere della levitazione orbitante e della lumocinesi, potere che le permette di creare e manipolare la luce.
Paige come strega può lanciare incantesimi, creare pozioni e individuare con un cristallo gli esseri magici. A differenza degli angeli bianchi che hanno la capacità di percepire il bene, Paige riesce a percepire il male. Nella 9ª stagione a fumetti ottiene il potere di creare uno scudo magico, proprio come suo nipote Wyatt.
- Scudo magico (il potere difensivo più potente del Trio)
- Orbitazione (teletrasporto di se stessi con l'uso di sfere angeliche)
- Telecinesi orbitante (teletrasporto e spostamento di oggetti e persone tramite ill pensiero e la voce, per mezzo di sfere angeliche)
- Levitazione telecinetica orbitante (levitazione con l'utilizzo della telecinesi orbitante)
- Potere guaritore
- Lumocinesi (potere di creare e manipolare la luce)
- Telerilevamento angelico (capacità di sentire la chiamata di un protetto)
- Telerilevamento (capacità di percepire il bene ed il male)
- Proiezione astrale
- Trasfigurazione
- Localizzazione con il pendolo
- Preparazione di pozioni (nel cercare di imparare tutto quello che c'era da sapere sulla magia e nel dimostrare a se stessa alle sue sorelle di essere alla stessa altezza di Prue, Paige sa creare pozioni che seppur non potenti come quelle di Piper si rivelano piuttosto efficaci)
- Formulazione di incantesimi (Paige sa lanciare e inventare incantesimi semplici ed utili e dopo Phoebe è la seconda strega a conoscere meglio il Libro delle Ombre)
- Evocazione

## Realtà alternative
Cento volte Streghe
In questo mondo, creato da Cole divenuto un'Incarnazione, Paige non ha mai conosciuto le sorelle, non entrando mai nelle loro vite, poiché morta per mano di Shax. Come sarebbe avvenuto anche nella realtà se Phoebe e Cole non fossero intervenuti a salvarla.
Mondo al contrario
In questo mondo, comparso nell'episodio Per il bene o per il male? (1ª parte), Paige (metà Strega Malvagia e metà Angelo Nero), è parte del Trio delle malvagie streghe Halliwell. Può orbitare le cose e usare la balestra con i dardi avvelenati degli angeli neri.

## Vita precedente
Come si evince dall'episodio 4.06 Paige e il suo principe, Paige in una sua vita passata era una malvagia e potentissima strega ammaliatrice. Era la strega più potente del suo tempo, così come una delle streghe oscure più potenti della storia in quanto possedeva molti poteri; tra cui il rarissimo e potentissimo potere di evocare tutti gli elementi (nella puntata la si vede infatti far scaturire nubi d'aria, scagliare fulmini e creare un portale d'acqua che la porta in altri mondi ed epoche) e anche il potere della telecinesi, era inoltre un'esperta nel creare potenti pozioni, nel predire avvenimenti futuri attraverso le stelle e in molte forme di magia nera. L'epoca della vita precedente di Paige è il Medioevo e la sua incarnazione precedente assomigliava molto alla figura della Fata Morgana.

## Curiosità
- Nonostante Paige Matthews fosse più piccola della sorellastra Piper Halliwell nella serie Streghe nella vita vera l'interprete di Paige Matthews Rose McGowan è più grande dell'interprete di Piper Halliwell Holly Marie Combs.